# 도이 도시후사
도이 도시후사(일본어: 土井利房, 1631년 ~ 1683년 7월 19일)는 에도 시대 중기의 다이묘이다. 에도 막부에선 노중을 맡았다. 에치젠 오노 번 초대 번주를 지냈다. 도시후사계 도이가(利房系土井家) 시조.
에도 막부 다이로 도이 도시카쓰의 4남으로 태어났다.
| 전임 마쓰다이라 나오아키라 | 제1대 에치젠 오노 번 번주 (도이가) 1682년 ~ 1683년 | 후임 도이 도시토모 |